# Webgame
Webgame hay còn gọi là browser game là loại hình game chơi trên web, thông qua trình duyệt. Webgame ra đời và phát triển mạnh từ giữa thập niên 1990.

## Sự hấp dẫn của webgame
- Đòi hỏi cấu hình máy thấp.
- Chơi trực tiếp trên web, thường không cần cài đặt, không chiếm tài nguyên của máy.
- Loại hình phong phú.
- Thời gian chơi ngắn.

## Sự phục hưng của webgame
Webgame từng bị các hình thức game khác như game online, casual game, MMORPG, dance game, FPS... giành ngôi. Song với sự phát triển mạnh mẽ của Internet và các loại phần mềm, phần cứng liên quan cộng với sự phụ thuộc ngày càng lớn của dân công sở vào web, loại hình webgame đã phát triển mạnh trở lại và có những thành tựu vượt bậc so với trước.
Đặc điểm của webgame là rất thích hợp với hoạt động văn phòng và các cấu hình máy cỡ trung bình ở các văn phòng. Nhu cầu giải trí tại chỗ và tính tiện lợi cũng là nhân tố khiến webgame phát triển mạnh trở lại.

## Cấu trúc các webgames

### Flash game
là những trò chơi được thiết kế bằng các công cụ đồ họa như Adobe Photoshop, MSPaint...Sau đó được xử lý bằng phần mềm soạn thảo Flash (có cả xử lý các mã phức tạp). Khi người dùng chơi thì máy tính cần cài đặt phần mềm Flash Player. Người ta thường đưa các trò chơi hoạt hình lên các trang web (ví dụ như miniclip.com) cho mọi người có thể chơi trực tiếp trên đó. Vì vậy trình duyệt web cần phải cài đặt Plugin Flash Player hỗ trợ mới chơi được.

### HTML5 game
Sau khi sự phát triển của thế hệ mới nhất của chuẩn HTML đã đạt đến một giai đoạn khá ổn định và các trình duyệt web phổ biến hơn, có thể hỗ trợ phần lớn các đặc điểm kỹ thuật đã có, từ từ trò chơi HTML5 đã xuất hiện.

### JavaScript
Trò chơi dùng JavaScript.

### Plug-in
Trình duyệt cần cài đặt các Plug-in cần thiết.
|             | Windows | Mac OS X | Linux                       | License            | Installed base |
| ----------- | ------- | -------- | --------------------------- | ------------------ | -------------- |
| Flash       | Có      | Có       | Có                          | Độc quyền          | 96%            |
| JavaScript  | Có      | Có       | Có                          | Open source (free) | 78%            |
| Shockwave   | Có      | Có       | Không                       | Độc quyền          | 52%            |
| Silverlight | Có      | Có       | Một phần (Moonlight - LGPL) | Độc quyền          | 62%            |
| Unity       | Có      | Có       | Không                       | Độc quyền          | 1%             |

## Các loại hình webgame
Hiện nay, có 5 dòng game chính với hàng ngàn game trên mạng Internet. Đó là:
1. 'Action game (game hành động): số lượng game rất nhiều. Các webgame dạng này có thể được viết bằng những ngôn ngữ dạng plugin nhúng vào trình duyệt như action script cho Flash hay Java cho applet. Khi Flash ra đời và phổ biến, cũng là lúc applet bị khai tử. Trên Internet hiện nay, những trang webgame trên Flash rất phổ biến và thu hút nhiều người chơi. Tuy không dựa hoàn toàn trên nền web do sử dụng các plugin, nhưng có thể xếp những game sử dụng công nghệ này vào loại webgame bởi chúng cũng được chơi thông qua trình duyệt và người sử dụng không cần download.
2. Pet game (trò chơi nuôi thú ảo): Ngay khi bắt đầu đã có khoảng 200 game phổ biến. Có rất nhiều cách chơi cho thể loại game này, mô-típ chủ yếu vẫn là chăm sóc, dạy dỗ, tập luyện cho con thú cưng nào đó của bạn như trên những máy nuôi thú ảo.
3. Game RPG (thể loại trò chơi nhập vai): đây luôn là thể loại phổ biến nhất không chỉ với các client game mà ngay cả trên webgame, với khoảng trên 2.000 game trên thế giới hiện nay.
4. Sport game (trò chơi thể thao): những game trong mảng này thường mang phong cách quản lý nhiều hơn là tương tác do đặc thù của webgame chủ yếu làm việc trên dữ liệu. Đến 2008, có khoảng gần 200 game đang phổ biến trên thế giới.
5. Strategy game (trò chơi chiến thuật): là mảng game thành công nhất trên nền webgame. Nổi trội nhất trong thể loại game chiến thuật trên web chính là những game mang phong cách chiến tranh cổ đại như Travian, Battlescope, Conquest … Số lượng lên đến 750 game.

## Cách chơi webgame
Những webgame cổ điển theo đúng phong cách text-base dù nhiều thể loại nhưng có thể chia thành 2 kiểu chơi chính:
1. Kiểu chơi theo lượt kéo dài mãi mãi. Những game sport như soccermanager, footballmanager… bạn có thể quản lý CLB của mình thoải mái mà không hạn chế thời gian.
2. Kiểu chơi theo lượt giới hạn thời gian. Cách chơi đơn giản qua trình duyệt. Trong cách chơi này có thể kể ra BattleScope, Age of Chaos… những game chiến thuật này sẽ quy định cho người chơi một lượt chơi trong khoảng thời gian nhất định, sau khi kết thúc sẽ tìm ra người chiến thắng và tất cả lại bắt đầu từ đầu.